# Jean-Luc Englebert
Pour les articles homonymes, voir Englebert.
Jean-Luc Englebert, né le 13 mars 1968 à Verviers dans la province de Liège, est un auteur de bande dessinée, écrivain et illustrateur de littérature d'enfance et de jeunesse belge.

## Biographie

### Jeunesse et formation
Jean-Luc Englebert naît le 13 mars 1968,, à Verviers et il grandit à Herve. À 18 ans, il monte à Bruxelles pour poursuivre sa formation artistique. Il suit les cours de l’Institut Saint-Luc de Bruxelles dans la section bande dessinée de 1986 à 1989. Il y a pour condisciples : Jean-Luc Cornette, Christian Durieux, Jerry Frissen, Fabrice Lamy, Bruno Marchand, Benoît Roels, André Taymans, Bruno Wesel.

### Les débuts
Après ses études, il participe à un magazine collectif : Mokka une revue de bande dessinée aussi intello qu’éphémère, initiée par Alain Corbel, Éric Lambé et Denis Larue. Il exercera le métier de chauffeur-livreur à mi-temps tout en continuant à dessiner. Il fera encore une dernière contribution dans ce domaine avec le récit Vantard publié dans l'album collectif B.N. et les sept petits adultes publié dans la collection « Images d'atelier » aux éditions Point Image en 1999.

### Carrière d'illustrateur
Après avoir été tenté par la bande dessinée, il devient illustrateur de livres pour enfants. De sa formation en bande dessinée, il garde l’importance du découpage et du scénario aussi pour les livres pour enfants. Intéressé par l’illustration jeunesse, il propose plusieurs projets aux éditions Pastel, et quelques années plus tard, sortira son premier livre Ourson a disparu en 1994,. Il poursuit dans cette voie avec plusieurs autres albums jeunesse, seul ou avec des écrivains comme Carl Norac avec Pierrot d’Amour (éd. Pastel, 2002) ou encore Andréa Nève avec La Cabane de Loula (éd. Pastel, 2006). Quand il raconte une histoire, il imagine et réalise d’abord le dessin qui doit tenir seul, considérant le texte presque comme de la décoration.
Ses histoires sont tendres et intimistes illustrées par d’amples aquarelles, lumineuses et sobres. Il travaille également pour la presse enfantine dont Abricot des éditions Fleurus.
Il retrouve Durieux et il signe en sa compagnie sur ses scénarios une série jeunesse : Gusgus dont le héros est un enfant à moitié fantôme, dans la nouvelle collection « Punaise » aux éditions Dupuis et un strip dans Spirou en 2008. Il publie ainsi Les Rois du Monde en 2007, il enchaîne avec Papa cool en 2008 et il clôt la série l'année suivante avec Le Hoquet du sceptre, puis il retourne à l'écriture et à l'illustration. Il illustre Ulysse 15 pour la romancière Christine Avel Ulysse 15 dans la collection « Neuf » en 2015 et l'année suivante La Poule qui avait pondu un bœuf de Christian Oster dans la collection « Mouche » aux éditions L'École des loisirs. Il se fait également affichiste pour des salons de livres de jeunesse en 2016 et 2017. En 2017, il participe à l'exposition collective Grrr ! L'Ours dans tous ses états au Rouge-Cloître. En 2019, il publie trois tomes de L'Anorak rouge aux éditions Gallimard Jeunesse. En 2022, il illustre Marcel de Bruxelles de  Christophe Gillet dans la collection « Viens voir ma ville » aux éditions parisiennes ABC melody et il écrit Jan le petit peintre une histoire touchante qui est un véritable enchantement selon la chroniqueuse Delphine Freyssinet sur Radio chrétienne francophone, contant l'effervescence d'un atelier d'artiste à la fin du Moyen Âge.
Il est lauréat d'une bourse de la Fédération Wallonie-Bruxelles d'aide au projet en 2009, 2014 et 2020.
En 2023, il est récipiendaire du prix du parcours Texte et image décerné par la Société civile des auteurs multimédia (SCAM) pour l'ensemble de son œuvre,.

Jean-Luc Englebert est un dessinateur sans regret d’avoir renoncé à la bande dessinée

« Au fond, dit-il, je m’étais seulement trompé de voie, pas de destin ! »

### Vie privée
Jean-Luc Englebert vit à Bruxelles en 2004 et il a deux filles et une collection monstrueuse de vinyles. Il partage sa vie avec Marie Chartres, écrivaine pour l’École des Loisirs.

## Œuvres

### Livres jeunesse la majorité publiés parL'École des loisirs

#### en tant qu'auteur et illustrateur
- Ourson a disparu, coll. « Pastel », 1994  (ISBN 2-211-02293-6)
- La Fête de Tomi, coll. « Pastel », 1996  (ISBN 9782211039772)
- Tomi et le voleur, coll. « Pastel », 1997  (ISBN 2-211-04477-8)
- 36 papas[19], coll. « Pastel »,	2002  (ISBN 2-211-06649-6)
- Le Cauchemar de poche[20], coll. « Pastel », 2003  (ISBN 2-211-07147-3)
- Le Château du petit prince, coll. « Pastel », 2003  (ISBN 2-211-06972-X)
- Mon petit crocodile[21], coll. « Pastel », 2004  (ISBN 2-211-07517-7)
- Dessine-moi des lapins, coll. « Pastel », 2004  (ISBN 2-211-07423-5)
- Une histoire et un câlin !, coll. « Pastel », 2005  (ISBN 2-211-07830-3)
- Trabakaloum !, coll. « Pastel », 2005  (ISBN 2-211-07673-4)
- Petit Roi Crocodile, coll. « Pastel », 2006  (ISBN 2211080022)
- Le jour du A[22], coll. « Pastel », 2010  (ISBN 9782211098021)
- Un ours à l'école[23], coll. « Pastel », 2015  (ISBN 978-2-211-22278-5)
- Donne-moi une histoire, coll. « Pastel », 2015  (ISBN 978-2-211-21798-9)
- L'Été de l'indien[24], coll. « Pastel », 2019  (ISBN 978-2-211-23805-2)
- L'Anorak rouge (t. 1). Le Vaste Monde, Paris, Gallimard Jeunesse, 2019  (ISBN 978-2-07-509819-9)
- L'Anorak rouge (t. 2). Le Petit Poney magique, Paris, Gallimard Jeunesse, 2019  (ISBN 978-2-07-510232-2)
- L'Anorak rouge (t. 3). La Fête de l'école, Paris, Gallimard Jeunesse, 2019  (ISBN 9782075125758)
- Je veux un pain au chocolat[25] !, coll. « Pastel », 2020  (ISBN 978-2-211-30438-2)
- Anna[26], coll. « Pastel », 2021  (ISBN 978-2-211-30795-6)
- Jan le petit peintre[14],[27],[28], coll. « Pastel », 2022  (ISBN 978-2-211-42453-0)
- L'Idée du placard[29], coll. « Pastel », 2023  (ISBN 978-2-211-31537-1)
- La Grande Journée au musée, coll. « Pastel », 2025  (ISBN 9782211328241)